# Adriana Hoffmann
Pour les articles homonymes, voir Hoffmann.
Hoffmann  Jacoby est un nom espagnol. Le premier nom de famille, en général paternel, est Hoffmann ; le second, en général maternel, souvent omis, est Jacoby.
Adriana Hoffmann Jacoby (née à Santiago le 29 janvier 1940 et morte le 20 mars 2022) est une biologiste et botaniste chilienne.
Elle est coautrice de livres sur la flore, les plantes médicinales et les ressources biogéographiques du Chili. Elle milite pour la protection de la forêt primaire et a été directrice exécutive de la Commission nationale de l'environnement du Chili de mars 2000 à octobre 2001.

## Biographie
Adriana Hoffmann est la fille de Franz Hoffmann, médecin physiologiste, et de la psychiatre Lola Hoffmann, pionnière au Chili dans l'analyse des rêves.
Elle étudie l'agronomie à l'université du Chili, cursus qu'elle ne termine pas car elle le trouve trop technique. Elle accompagne ensuite sa mère qui va poursuivre ses études en Allemagne : là-bas Adriana se spécialise en botanique. Plus a tard elle crée la fondation Yendegaia.
À partir de 1992, elle travaille en tant que coordinatrice de l'organisation Defensores del bosque, qui promeut la préservation des espèces endémiques. En 1997, elle est désignée par les Nations unies comme une des 25 leaders environnementaux de la décennie 1990 et en 1999 elle obtient le Prix national de l'environnement dans la catégorie d'Éducation environnementale, attribué par la Commission nationale de l'environnement (Conama). Elle est par la suite directrice de cette même commission entre mars 2000 et octobre 2001. En 2000 elle représente le Chili à la COP 6.
En 2003, elle reçoit de l'université australe du Chili le prix Luis-Oyarzún pour l'harmonie avec la nature.
En 2015 est créée l'Académie de formation environnementale « Adriana Hoffmann ».
Parmi ses œuvres, on trouve La tragedia del bosque chileno (La tragédie de la forêt chilienne), avec des textes et des photographies sur la coupe illégale de forêts primaires du Chili, ainsi que des guides de reconnaissance d'arbres et d'arbustes comme Flora silvestre de Chile. Zona araucana.
En juillet 2012, elle a identifié et nommé 106 nouvelles espèces de Cactaceae.
Elle décède le 20 mars 2022.

## Œuvres
- 2004, Cactaceas en la flora silvestre de Chile: una guía para la identificación de los cactos que crecen en el país, Ediciones Fundación Claudio Gay
- 2003 Plantas medicinales de uso común en Chile. 275 pages.
- 2001, Flora nativa chilena. Colección Voces del bosque. Editor Defensores del Bosque Chileno, 66 p.  (ISBN 9567721351)
- 2000. Enciclopedia de Los Bosques Chilenos: Conservación, Biodiversidad, Sustentabilidad. Colección Voces del bosque. Edición ilustrada de Defensores del Bosque Chileno, 351 p.  (ISBN 9567721238)
- 1998, El Árbol Urbano en Chile, Ediciones Fundación Claudio Gay
- 1997, Ecología e historia natural de la zona central de Chile. Colección Bosqueduca. Con Malú Sierra, Magdalena Donoso. Editor Defensores del Bosque Chileno, 94 pages.  (ISBN 9567721017)
- 1991, Flora silvestre de Chile, zona araucana: una guía ilustrada para la identificación de las especies de plantas leñosas del sur de Chile entre el río Maule y el seno de Reloncaví, Ediciones Fundación Claudio Gay
- 1990, De cómo Margarita Flores puede cuidar su salud y ayudar a cuidar el planeta
- 1979, Flora Silvestre de Chile de la Zona Central

## Récompenses
- 1999 : Prix national de l'environnement, catégorie d'Éducation environnementale, attribué par la Commission nationale de l'environnement
- 2003 : Prix Luis-Oyarzún[6], attribué par l'université australe du Chili